# Barbed Hula
Série
Three Men Hula
(1999) Eye Drum
(2001)
Pour plus de détails, voir Fiche technique et Distribution.
Barbed Hula est une œuvre vidéographique réalisée par l’artiste israélienne Sigalit Landau en 2000. Conçue telle une performance artistique multimédia, elle met en scène la créatrice, nue sur une plage, s’exerçant au hula hoop avec un cerceau en fil de fer barbelé. Ce travail visuel est largement considéré comme une exploration provocante et viscérale de la douleur, de l’identité et de la résilience, ainsi qu’un commentaire sur les tensions sociopolitiques et les conflits culturels en Israël. À travers son imagerie crue, Barbed Hula aborde des thèmes tels que le corps féminin, le traumatisme collectif et l’intersection des histoires personnelles et nationales. L’œuvre a fait l'objet de plusieurs expositions et constitue un élément essentiel du discours féministe et de l’art contemporain.

## Contexte
Sigalit Landau est principalement reconnue pour élaborer des œuvres profondément symboliques qui reflètent les complexités de son identité et de son environnement. Sa vision artistique évoque souvent les thèmes de la mémoire personnelle et collective, des conflits culturels et de la matérialité du corps humain. En 1999, Landau traverse une une période charnière de sa carrière où elle explorait la performance artistique comme moyen d’exprimer des récits personnels et nationaux. À cette période, elle esquisse un premier jet comportant des sujets relativement identiques : Three Men Hula, une œuvre réalisée à la galerie Chisenhale de Londres. Pour ce faire, elle collabore avec trois interprètes masculins qui sont alors emprisonnés dans un grand cerceau en fil de fer barbelé, établissant un dialogue entre les expériences douloureuses et l’endurance des deux sexes. Ces premières tentatives avec la matière tranchante et le corps humain ont servi de prélude à la création d’une représentation nettement plus intime et viscérale : Barbed Hula. Or, les rôles s’inversent à présent et l’artiste devient elle-même le sujet de la vulnérabilité et de la résilience.
La vidéo documentant la performance artistique a été dévoilée publiquement au début des années 2000 lors de multiples expositions, notamment à la Kunsthalle de Vienne (Autriche) et au Magasin III de Stockholm (Suède).

## L’œuvre
La performance se déroule sur une plage sereine. Landau apparaît nue, faisant tourner autour de son torse un cerceau en fil de fer barbelé. La juxtaposition du cadre paisible de la côte avec l’acte douloureux crée un impact visuel et émotionnel saisissant. En tournoyant, le fil laisse des marques sur sa peau, symbolisant à la fois la vulnérabilité et l’endurance.
L’œuvre est présentée comme une documentation vidéo de la performance, sa configuration minimaliste attirant l’attention sur le geste lui-même plutôt que sur une narration complémentaire. La nudité met l’accent sur le corps en tant que champ de bataille, de résilience et de défi.

### Décryptage
D’emblée, c’est la référence religieuse qui marque dans la vidéo. L’image forte de Sigalit Landau pratiquant nue du Hula hoop en fil barbelé sur une plage israélienne renvoie aux pratiques sacrificielles des origines des religions tel que les rituels, les stigmates, les propitiations ainsi que les marquages indélébiles. L’artiste et performeuse d’origine israélienne se place ici sans conteste dans une lignée du body art cérémonial-cathartique des années 1960 et 70 à la Marina Abramovic, Gina Pane ou les actionnistes viennois. La représentation du corps violenté ou profané comme expiation possible des corruptions de la société contemporaine. Mais chez Sigalit Landau, le pathos inhérent aux formes de ses aînés est ici refoulé par un rapprochement subversif de deux motifs antagonistes : la danse rock 'n' roll profane et le sacré de l’icône sacrificielle comme si elle essayait de nous faire passer un message tel que : « Rock my religion. Twist again in Jerusalem. ». Habituée aux spectaculaires mises en scène (comme cette parade célébrative mais tragique prenant comme sujet La Petite marchande de prose d’Andersen, où elle transformait une bétonneuse en géante boîte à musique mobile ; ou cette impressionnante reconstitution d’une terrasse de Tel-Aviv, d’où l’on contemplait un infernal verger fruitier d’après la guerre), Sigalit Landau se plaît à mélanger la douleur et le sublime, la grâce et le sordide, naturalisme et chaos moderniste. De par ses origines, on ne s’étonnerait pas par ailleurs que l’artiste soit sensible à la notion de frontière. Dans cette perspective, le barbelé est emblématique du double mouvement (voire, sans mauvais jeu de mots, du double tranchant) opéré par tout bornage géographique : à la fois figure de la protection et de la répression (la prairie, l’asile, mais aussi le check-point ou le camp de concentration). Le barbelé, métonymie de l’appropriation territoriale, ralliant le militaire et le civil, protège et enceint aussi bien qu’il blesse. Tourné dans une zone déserte au sud de Tel-Aviv, le film de Sigalit Landau oppose ainsi la violence dégradante de la démarcation culturelle (celle artificiellement modélisée par l’homme), à la frontière naturelle que représente la mer. Pratiquant une danse dangereuse qui laisse des marques, Sigalit Landau fait montre d’une émouvante résistance à l’oppression, parvenant à jouer du dernier périmètre vital laissé par un espace politique et social astringent qui menace directement l’intégrité physique de ses sujets.

## Thèmes
Le cerceau en fil de fer barbelé symbolise la douleur physique et émotionnelle, tandis que la capacité de Landau à poursuivre l’acte représente la résilience et la persévérance sommeillant en chacun. Les marques laissées sur son corps font écho aux cicatrices des conflits, tant personnels que collectifs. En outre, Barbed Hula est souvent interprété comme une œuvre à caractère féministe. En effet, l’utilisation de son physique remet en question les normes sociétales, tandis que le numéro de hula hoop - une activité ludique et enfantine - contraste avec la dureté du fil, soulignant la contradiction entre l’innocence et la violence. Le fil barbelé est un puissant symbole de division et de conflit, souvent associé au conflit israélo-palestinien et aux tensions généralisées au Moyen-Orient. En utilisant ce matériau, Landau émet un commentaire sur les barrières physiques et métaphoriques qui définissent son pays d’origine. La tranquillité de la plage contraste avec la brutalité de la performance, créant une opposition entre beauté et violence. Cette dualité reflète la coexistence de l’espoir et de la souffrance dans les récits personnels et nationaux.

## Réception critique
Barbed Hula a fait l’objets de discussions et d’analyses par différents critiques d’art et cercles académiques. D’un côté, l’œuvre est saluée pour sa puissance émotionnelle brute et la profondeur de son symbolisme, mais aussi pour la capacité de Landau à fusionner le personnel et le politique, créant ainsi une pièce qui résonne au-delà des frontières culturelles et géographiques. D’autre part, elle a également suscité la controverse, en particulier pour sa nature évocatrice et son utilisation de la nudité, la rendant difficile à aborder. Ces débats reflètent des tensions plus larges dans la réception des performances artistiques en général, notamment lorsqu’il s’agit d’œuvres touchant au traumatisme et au conflit.

## Autres œuvres
- Dead See (2004)
- Rose Bleed (2003)